# Live Blackjazz
| Recensione | Giudizio |
| ---------- | -------- |
| AllMusic   |          |

Live Blackjazz è il primo album dal vivo del gruppo musicale norvegese Shining, pubblicato l'11 novembre 2011 dalla Indie Recordings.

## Tracce
Testi e musiche di Munkeby, eccetto dove indicato.
CD+DVD
- CD

1. Fisheye – 7:22
2. The Madness and the Damage Done – 5:42
3. In the Kingdom of Kitsch You Will Be a Monster – 5:53
4. The Red Room – 3:03
5. Goretex Weather Report – 5:37
6. Winterreise – 6:13
7. Exit Sun – 9:35
8. Healter Skelter – 6:35
9. 21st Century Schizoid Man – 11:57 (Robert Fripp, Ian McDonald, Greg Lake, Michael Rex Giles, Peter John Sinfield) – originariamente interpretata dai King Crimson

- DVD

1. The Madness and the Damage Done – 6:01
2. Fisheye – 7:46
3. In the Kingdom of Kitsch You Will Be a Monster – 7:11
4. The Red Room – 3:05
5. Omen – 8:54
6. Goretex Weather Report – 5:37
7. Winterreise – 6:16
8. Exit Sun – 9:34
9. Healter Skelter – 6:41
10. 21st Century Schizoid Man – 15:10 (Robert Fripp, Ian McDonald, Greg Lake, Michael Rex Giles, Peter John Sinfield) – originariamente interpretata dai King Crimson
11. RMGDN – 19:53

LP
- Lato A

1. Fisheye – 7:22
2. The Madness and the Damage Done – 5:42
3. In the Kingdom of Kitsch You Will Be a Monster – 5:53

- Lato B

1. The Red Room – 3:03
2. Omen – 8:45
3. Goretex Weather Report – 5:37

- Lato C

1. Winterreise – 6:13
2. Exit Sun – 9:35

- Lato D

1. Healter Skelter – 6:35
2. 21st Century Schizoid Man – 11:57 (Robert Fripp, Ian McDonald, Greg Lake, Michael Rex Giles, Peter John Sinfield) – originariamente interpretata dai King Crimson

## Formazione
Gruppo
- Munkeby – voce, chitarra, sassofono
- Lofthus – batteria
- Kreken – basso
- Moen – tastiera, sintetizzatore
- Sagen – chitarra

Produzione
- Munkeby – produzione
- Sean Beavan – missaggio
- Tom Baker – mastering
- Espen Høydalsvik – registrazione, missaggio
- Christian Snilsberg – registrazione
- Anders Bizrresen – regia, montaggio
- Svein Erindjsdal – fotografia